# Muskan
Muskan Nandal (ur. 2006) – indyjska zapaśniczka walcząca w stylu wolnym. 
Brązowa medalistka mistrzostw Azji w 2025 roku. Mistrzyni świata kadetek w 2022, druga w 2023, trzecia w 2024 roku. 